# Голлівуд-Бербанк
Аеропорт Голлівуд Бербанк (англ. Hollywood Burbank Airport), також відомий як аеропорт імені Боба Гоупа (англ. Bob Hope Airport) (IATA: BUR, ICAO: KBUR, FAA ідент. місц.: BUR) — регіональний аеропорт у м. Бербанк в окрузі Лос-Анджелес (округ) штату Каліфорнія. Аеропорт розташований за п'ять кілометрів від центру Бербанк та близько двадцяти кілометрах північніше від центру Лос-Анджелеса.
Аеропорт було відкрито у 1930 році під назвою United Airport та протягом історії його було декілька раз перейменовано. У 2003 році аеропорт отримав назву відомого актора Боба Гоупа. У 2016 році після ребрендингу аеропорт отримав назву Hollywood Burbank Airport.
Аеропорт займає територію у 224 гектара та розташований на висоті 237 метрів над рівнем моря. Він має дві асфальтовані злітно-посадкові смуги. Аеропорт має два термінали: Термінал «А» та «B», які розміщені в одній будівлі.